# País Leonés

La Purpurada, bandera regionalista leonesa de color rojo púrpura propuesta por el Grupo Autonómico Leonés

La Dixebriega, bandera utilizada por los sectores más izquierdistas del nacionalismo leonés

La Plateada, bandera que representa al antiguo reino de Leóntambién utilizada como bandera regional leonesa

El País Leonés (en leonés, País Llionés) es, según algunas corrientes del leonesismo, el territorio formado por las provincias españolas de León, Zamora y Salamanca donde se extienden la lengua y cultura leonesas. Coincide con la región de León definida en la división administrativa realizada por Javier de Burgos por medio del Real Decreto de 30 de noviembre de 1833, pero su definición no coincide plenamente con el reino de León histórico, pues este abarcaba un territorio más extenso. 
Sin embargo los límites del País Leonés no son del todo precisos, ya que algunos sectores leonesistas incluyen en este territorios del pasado histórico del reino de León o de proclamada cultura leonesa (principalmente aquellos en los que se hablan variantes del asturleonés). De esta manera, formarían también parte del País Leonés la Franja del Carrión (Palencia) y la margen izquierda del río Valderaduey (Valladolid), donde se hablaría asturleonés oriental, la comarca orensana de Valdeorras, la comarca de El Barco de Ávila y los territorios portugueses del río Sabor (Sendim y Miranda de Duero), donde hablan una variante del asturleonés occidental conocida como mirandés, que es oficial en Portugal.